# 呂夢蘭
呂蘭（1927年9月28日—2021年5月28日），全名呂夢蘭，是前越南共和國軍隊陸軍將領，中將軍銜。

## 生平
1927年9月28日，呂夢蘭出生於越南中部廣治省肇豐縣肇上社明鄉村的一個經濟小康的儒學家庭。

### 越南國軍
1950年9月，呂夢蘭入伍，編號：47/202.901。

### 越南共和國軍
1955年6月中，呂夢蘭被提升爲少校。同年10月底，在吳廷琰將越南國軍更名爲越南共和國軍。此時，他被任命爲由阮世如中校指揮的第16輕戰師（第23步兵師前身）的參謀長。1956年1月20日，他被任命爲第16師的副師長。同年4月中旬，他被任命爲第2野戰師（第2步兵師前身）師長。

## 1975年
1975年4月29日，呂和家人從越南撤離，後定居美國弗吉尼亞州。
2021年5月28日，呂夢蘭去世，享年95歲。